# Dastan
 (novembre 2024).
Si vous disposez d'ouvrages ou d'articles de référence ou si vous connaissez des sites web de qualité traitant du thème abordé ici, merci de compléter l'article en donnant les références utiles à sa vérifiabilité et en les liant à la section « Notes et références ».

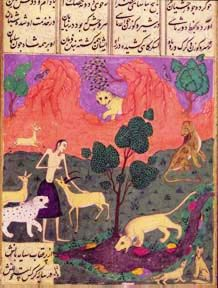
Majnoun avec les bêtes sauvages de Nizami, institut des manuscrits de Bakou.

Un dastan (en persan : داستان / dâstân) est un conte épique de la littérature du Moyen et du Proche-orient, ainsi que de l'Asie centrale, qui met en scène des sujets mythiques, des épopées héroïques ou des légendes populaires toujours fantastiques et pleines d'aventures. Les récits sont toujours hyperboliques et la narration idéalise ses héros.
Les récits sont rédigés en vers normalement à onze pieds ou sept-huit pieds.
Le dastan est fort répandu dans la littérature persane et tadjike, ainsi que dans les langues turques (poésie ouzbèke, kazakhe, etc.).
On peut compter ainsi les fameux poèmes de Nizami, Majnoun et Leïla, Khosrow et Chirine, Le Livre d'Alexandre (Iskandernameh), les poèmes d'Amir Khosrow, de Djami, de Fouzouli, de Khorezmi, de Bakhavi, etc.
Ce genre peut se rencontrer aussi dans la littérature moderne, comme chez le poète bachkir, Mahmoud Khibat dans son poème Alpamych (1993).

## Liste d'auteurs
- Amir Khusrau
- Abdul-Qādir Bīdel (en)
- Fakhredin Assad Gorgani
- Djami
- Mir Alicher Navoï
- Nizami
- Ouvaïssi
- Fuzûlî
- Ferdowsi